# 3월 29일
3월 29일은 그레고리력으로 88번째(윤년일 경우 89번째) 날에 해당한다.

## 사건
- 845년 - 라그나르 로드브로크가 이끄는 바이킹족에 급습당한 파리가 함락되다. 도시를 파괴하지 않는 조건으로 막대한 양의 돈(몸값)을 지불하고 해방되다.
- 1430년 - 오스만 제국의 무라트 2세가 동로마 제국의 도시 테살로니키를 점령하다.
- 1461년 - 장미전쟁: 토우턴 전투 - 요크가의 왕 에드워드가 앙주의 마거릿을 물리친 후 즉위, 에드워드 4세가 되다.
- 1919년 - 일본 군인이 의주의 시위 군중을 학살한 의주 학살 사건이 발생하다.
- 1981년 - 호르헤 비델라가 아르헨티나의 대통령직에서 물러나다.
- 2004년 - 불가리아, 에스토니아, 라트비아, 리투아니아, 루마니아, 슬로바키아, 슬로베니아가 전체 회원으로 NATO에 가입하다.
- 2010년 - 2010년 모스크바 지하철 폭탄 테러가 발생, 41명이 사망하고 88명이 부상하다.
- 2017년- 인천시 연수구 동춘동 초등학생 살해사건이 발생. 17세 여성이 8살 초등학생을 유괴하여 살해한 사건이 발생하다.

## 문화
- 1974년 - 진시황릉이 발견되다.
- 1807년 - 하인리히 올베르스가 소행성 4 베스타를 발견.
- 1995년 - SBS 강릉지국 개소.
- 2001년 - 대한민국 인천국제공항 개항.

## 탄생
- 1560년 - 아즈치모모야마 시대의 무장, 다이묘 이시다 미쓰나리. (~1600년)
- 1790년 - 미국의 제10대 대통령 존 타일러. (~1862년)
- 1867년 - 미국의 야구 선수 사이 영. (~1955년)
- 1880년 - 대한민국의 독립운동가 장규황. (~?)
- 1905년 - 미국의 한국계 영화배우 안필립. (~1978년)
- 1916년 - 미국의 정치인 유진 매카시. (~2005년)
- 1918년 - 미국의 기업인 샘 월턴. (~1992년)
- 1924년 - 대한민국의 배우, 희극인 박시명. (~1986년)
- 1930년 - 모리셔츠의 정치인 아너루드 주그노트. (~2021년)
- 1937년 - 일본의 영화 감독 짓소지 아키오. (~2006년)
- 1939년
  - 대한민국의 정치인 김중권.
  - 대한민국의 바둑 기사 김학수. (~2021년)
- 1940년 - 브라질의 보사노바 가수 아스트루드 지우베르투. (~2023년)
- 1941년 - 이탈리아의 언어학자 레나토 코르세티. (~2025년)
- 1943년
  - 대한민국의 가수 김상희.
  - 그리스의 작곡가 반 젤리스. (~2022년)
- 1944년 - 대한민국의 성우 한규희. (~2014년)
- 1946년 - 미국의 영화배우 폴 허만. (~2022년)
- 1949년 - 대한민국의 만화가 박봉성. (~2005년)
- 1950년 - 중화인민공화국의 군인 쉬치량. (~2025년)
- 1951년 - 대한민국의 배우 한춘일.
- 1952년 - 대한민국의 정치인 강명순. (~2021년)
- 1954년 - 대한민국의 정치인 김한종.
- 1955년 - 아일랜드의 배우 브렌던 글리슨.
- 1957년 - 프랑스의 배우, 소설가, 영화 프로듀서 크리스토퍼 램버트.
- 1960년 - 일본의 성우 츠루 히로미.
- 1961년 - 대한민국의 가수 이은하.
- 1962년
  - 대한민국의 가수, 배우 정서임.
  - 대한민국의 배우 차영.
  - 미국의 메이저리그 야구 선수 빌리 빈.
  - 이탈리아의 배우 엘레나 소피아 리치.
- 1966년 - 불가리아의 전 축구 선수, 현 축구 감독 크라시미르 발라코프.
- 1967년 - 프랑스의 영화 감독 미셸 하자나비시우스.
- 1968년 - 대한민국의 정치인 하태경.
- 1970년 - 대한민국의 정치인 허영.
- 1971년
  - 영국의 배우 이완 맥그리거.
  - 대한민국의 전 야구 선수, 현 야구 코치 최상덕.
  - 미국의 애니메이터, 감독, 프로듀서 크레이그 매크래컨.
- 1972년
  - 포르투갈의 전 축구 선수 후이 코스타.
  - 일본의 성우 스와베 쥰이치.
- 1973년 - 네덜란드의 전 축구 선수 마르크 오버르마르스.
- 1974년
  - 대한민국의 성우 장경희.
  - 일본의 성우 타구치 히로코.
- 1975년 - 대한민국의 패션 디자이너 이승희.
- 1979년
  - 대한민국의 배우 박시연.
  - 대한민국의 배우 강득종.
  - 대한민국의 바둑 기사 김민희.
- 1980년
  - 대한민국의 배우 김태희.
  - 대한민국의 방송인 전제향.
- 1981년
  - 대한민국의 배우 전유경.
  - 미국의 가수 PJ 모턴.
- 1982년
  - 일본의 전 가수, 전 배우, 경영인 타키자와 히데아키.
  - 대한민국의 제11대 경기도의원 이은미.
- 1983년
  - 대한민국의 모델 지호진.
  - 일본의 배우 스즈키 료헤이.
- 1984년
  - 일본의 가수 사토다 마이.
  - 튀니지의 상인, 인권운동가 무함마드 부아지지.
- 1985년 - 일본의 성우 키지마 류이치.
- 1986년 - 대한민국의 배우 유소영.
- 1987년
  - 대한민국의 펜싱 선수 권영준.
  - 프랑스의 축구 선수 디미트리 파예트.
- 1988년
  - 대한민국의 가수 버블디아.
  - 대한민국의 뮤지컬 배우 이승현.
- 1989년
  - 대한민국으 축구 선수 김동섭.
  - 한국계 미국인 음악가, 감독 작가 미셸 조너.
- 1990년
  - 대한민국의 전직 스타크래프트 프로게이머 염보성.
  - 미국의 배우 조시 블레이록.
- 1991년
  - 대한민국의 가수 아이린 (레드벨벳).
  - 대한민국의 배우 원진아.
  - 캐나다의 무술가, 스턴트 배우 서맨사 조.
  - 프랑스의 축구 선수 은골로 캉테.
  - 일본의 가수 후카가와 마이.
- 1992년
  - 대한민국의 배우 조우리.
  - 대한민국의 야구 선수 유재혁.
- 1993년
  - 벨기에의 축구 선수 토르간 아자르.
  - 대한민국의 축구 선수 김동민.
- 1994년
  - 대한민국의 배우 설리(f(x)). (~2019년)
  - 대한민국의 래퍼 원.
  - 대한민국의 가라테 선수 박희준.
  - 아메리칸 리그 오클랜드 애슬레틱스의 선수 맷 올슨.
- 1995년
  - 대한민국의 배우 최정우.
  - 미국의 배우 마크 무소.
- 1996년 - 대한민국의 정치인 박지현.
- 1997년
  - 대한민국의 작곡가 이선규.
  - 대한민국의 가수 루시.
- 1999년
  - 대한민국의 축구 선수 김규형.
  - 일본의 아이돌 카시와기 나타.
- 2000년
  - 대한민국의 가수 송지현.
  - 일본의 아이돌 에고 유나. (SKE48)
- 2001년 - 대한민국의 축구 선수 김선호.
- 2004년 - 대한민국의 축구 선수 김주찬.
- 2006년 - 대한민국의 배우 오진경.

### 미상
- 대한민국의 가수 소순우. (엔분의일)

## 사망
- 기원전 87년 - 전한의 환제 전한 무제. (기원전 156년~)
- 1058년 - 로마의 교황 교황 스테파노 9세. (1020년~)
- 1368년 - 일본의 남북조 시대 제97대 천황 고무라카미 천황. (1328년~)
- 1891년 - 프랑스의 화가 조르주 쇠라. (1859년~)
- 1924년 - 대한민국의 독립운동가 김복한. (1860년~)
- 1927년 - 대한민국의 독립운동가 이상재. (1850년~)
- 1937년
  - 폴란드의 작곡가 카롤 시마노프스키. (1882년~)
  - 대한민국의 소설가 김유정. (1908년~)
- 1959년 - 중앙아프리카공화국의 정치인 바르텔레미 보간다. (1910년~)
- 1963년 - 일제강점기 조선의 언론인 이능선. (1902년~)
- 1985년 - 미국의 문화인류학자 조지 머독. (1897년~)
- 2010년 - 대한민국의 배우 겸 가수 최진영. (1970년~)
- 2013년 - 대한민국의 배우 김수진. (1975년~)
- 2016년 - 미국의 영화배우 패티 듀크. (1946년~)
- 2019년
  - 프랑스의 영화감독 아녜스 바르다. (1928년~)
  - 미국의 정치인 케네스 A. 깁슨. (1932년~)
- 2020년
  - 폴란드의 작곡가 크시슈토프 펜데레츠키. (1933년~)
  - 미국의 가수 조 디피. (1958년~)
  - 일본의 희극인, 연예인 시무라 켄. (1950년~)
  - 미국의 물리학자 필립 워런 앤더슨. (1923년~)
  - 프랑스의 정치인 파트리크 드브지앙. (1944년~)
  - 미국의 가수 앨런 메릴. (1951년~)
- 2021년
  - 대한민국의 축구 선수 박경호. (1930년~)
  - 알바니아의 정치인 바시킴 피노. (1962년~)
- 2022년 - 미국의 영화배우 폴 허만. (1946년~)
- 2024년
  - 미국의 영화배우 루이스 고셋 주니어. (1936년~)
  - 대한민국의 수학자 권경환. (1929년~)
  - 대한민국의 기업인 조석래. (1935년~)
- 2025년 - 미국의 영화배우 리처드 체임벌린. (1934년~)

## 기념일
- 1947년 반란 희생자 기념일(Commemoration of the 1947 Rebellion): 마다가스카르

## 같이 보기
- 전날: 3월 28일 다음날: 3월 30일 - 전달: 2월 28일(2월 29일) 다음달: 4월 29일
- 음력: 3월 29일
- 모두 보기